# Tibitanus
Tibitanus là một chi nhện trong họ Philodromidae.